# Ла-Льянада
Ла-Льянада (исп. La Llanada) — город и муниципалитет на юго-западе Колумбии, на территории департамента Нариньо. Входит в состав провинции Гуамбуяко.

## История
Муниципалитет Ла-Льянада был выделен в отдельную административную единицу в 1991 году.

## Географическое положение

Муниципалитет Ла-Льянада

Город расположен в центральной части департамента, в горной местности Центральной Кордильеры, на расстоянии приблизительно 39 километров к северо-западу от города Пасто, административного центра департамента. Абсолютная высота — 1978 метров над уровнем моря.
Муниципалитет Ла-Льянада граничит на севере и северо-западе с территорией муниципалитета Лос-Андес, на востоке — с муниципалитетом Линарес, на юге — с муниципалитетом Саманьего, на юго-западе — с муниципалитетом Барбакоас. Площадь муниципалитета составляет 265 км².

## Население
По данным Национального административного департамента статистики Колумбии, совокупная численность населения города и муниципалитета в 2015 году составляла 5813 человек.
Динамика численности населения муниципалитета по годам:
| 2005 | 2006 | 2007 | 2008 | 2009 | 2010 | 2011 | 2012 | 2013 | 2014 | 2015 |
| ---- | ---- | ---- | ---- | ---- | ---- | ---- | ---- | ---- | ---- | ---- |
| 6544 | 6494 | 6423 | 6349 | 6274 | 6198 | 6127 | 6045 | 5970 | 5894 | 5813 |

Согласно данным переписи 2005 года мужчины составляли 51,3 % от населения Ла-Льянады, женщины — соответственно 48,7 %. В расовом отношении белые и метисы составляли 98,4 % от населения города; негры, мулаты и райсальцы — 1,4 %; индейцы — 0,2 %.
Уровень грамотности среди всего населения составлял 89,4 %.

## Экономика
Основу экономики Ла-Льянады составляют сельское хозяйство и добыча полезных ископаемых.
52,5 % от общего числа городских и муниципальных предприятий составляют предприятия торговой сферы, 39 % — предприятия сферы обслуживания, 8,5 % — промышленные предприятия.

## Транспорт
Через город проходит национальное шоссе № 17 (исп. Ruta Nacional 17).